# On aura le ciel
Chansons représentant la France au Concours Eurovision de la chanson
Je veux donner ma voix
(1999) Je n'ai que mon âme
(2001)
On aura le ciel est une chanson interprétée par la chanteuse française Sofia Mestari pour représenter la France au Concours Eurovision de la chanson 2000 qui se déroulait à Stockholm, en Suède.

## Concours Eurovision de la chanson
Elle est intégralement interprétée en français, langue nationale. Les artistes sont toutefois libres d'interpréter leur chanson dans la langue de leur choix depuis 1999.
Il s'agit de la cinquième chanson interprétée lors de la soirée, après Once in a Lifetime (en) d'Ines qui représentait l'Estonie et avant The Moon du groupe Taxi (en) qui représentait la Roumanie. À l'issue du vote, elle a obtenu 5 points, se classant 23e sur 24 chansons,.

## Liste des titres
| 1. | On aura le ciel     | Benoît Heinrich | Pierre Legay    | 3:29 |
| 2. | Ce que tu m'as fait | Benoît Heinrich | Nicolas Richard | 4:06 |

## Classement
| Classement (2000) | Meilleure position |
| ----------------- | ------------------ |
| France (SNEP)     | 50                 |

## Historique de sortie
| Pays   | Date | Format    | Label     |
| ------ | ---- | --------- | --------- |
| France | 2000 | CD single | Universal |

## Reprises
Ce titre a été repris en 2016 par le chanteur français Philippe Vernet (lui-même ayant été dans les derniers finalistes pressentis pour représenter la France à l'Eurovision en 2005) et figurant sur son single À toi annonçant la sortie de son nouvel album en 2018.